# Turnia nad Dziadem
Turnia nad Dziadem (1901 m n.p.m.) – szczyt w Tatrach Wysokich, położony w końcowej części grzbietu Wołoszyna, oddzielającego Dolinę Waksmundzką od Doliny Roztoki i Doliny Białki.
Turnia nad Dziadem jest ostatnim na północny wschód ze skalistych wzniesień w grzbiecie Wołoszyna. Od strony południowo-zachodniej poprzez wąską przełęcz Karbik graniczy z Wierchem nad Zagonnym Żlebem, natomiast jej grzbiet północno-zachodni opada łagodnie w kierunku Wyżniej i Niżniej Kopki oraz Palenicy Białczańskiej. W południowo-wschodnim żebrze szczytu znajduje się niewielka fajka skalna nazywana Dziadem – stąd pochodzi nazwa turni. Niekiedy błędnie nazwa Dziad jest przenoszona na główne wzniesienie.
Na wschód od wierzchołka opadają w stronę Wodogrzmotów Mickiewicza Zagonny Żleb oraz Siwarny Żleb, którymi spływają potoki wpadające do Roztoki w regionie wodospadu. Zachodnie zbocza Turni nad Dziadem opadają do Waksmundzkiej Równicy. Grzbiet opadający do Wyżniej i Niżniej Kopki ma w części górnej charakter skalisto-trawiasty, niżej jest porośnięty kosodrzewiną, zaś w dolnych partiach starym lasem świerkowym. Jego wschodnie i zachodnie stoki nazywane są odpowiednio Popaski i Za Popaski. W grzbiet wcina się Usypisty Żleb i oddziela go od ramienia, w którym znajdują się Wyżnie i Niżnie Skałki oraz Stare Spalenisko. Wylot żlebu znajduje się w rejonie Polany pod Wołoszynem. Pomiędzy Usypistym a Siwarnym Żlebem znajduje się jeszcze jeden – Głęboki Żleb.
Przez masyw Wołoszyna przeprowadzona została na początku XX wieku przez ks. Walentego Gadowskiego trasa Orlej Perci. Odcinek od Polany pod Wołoszynem do Krzyżnego od wielu lat jest jednak zamknięty, cały masyw Wołoszyna został natomiast objęty ścisłą ochroną i wyłączony z ruchu turystycznego i taternickiego. Z rzadkich roślin występuje saussurea wielkogłowa – gatunek w Polsce występujący tylko w Tatrach i to na nielicznych stanowiskach.

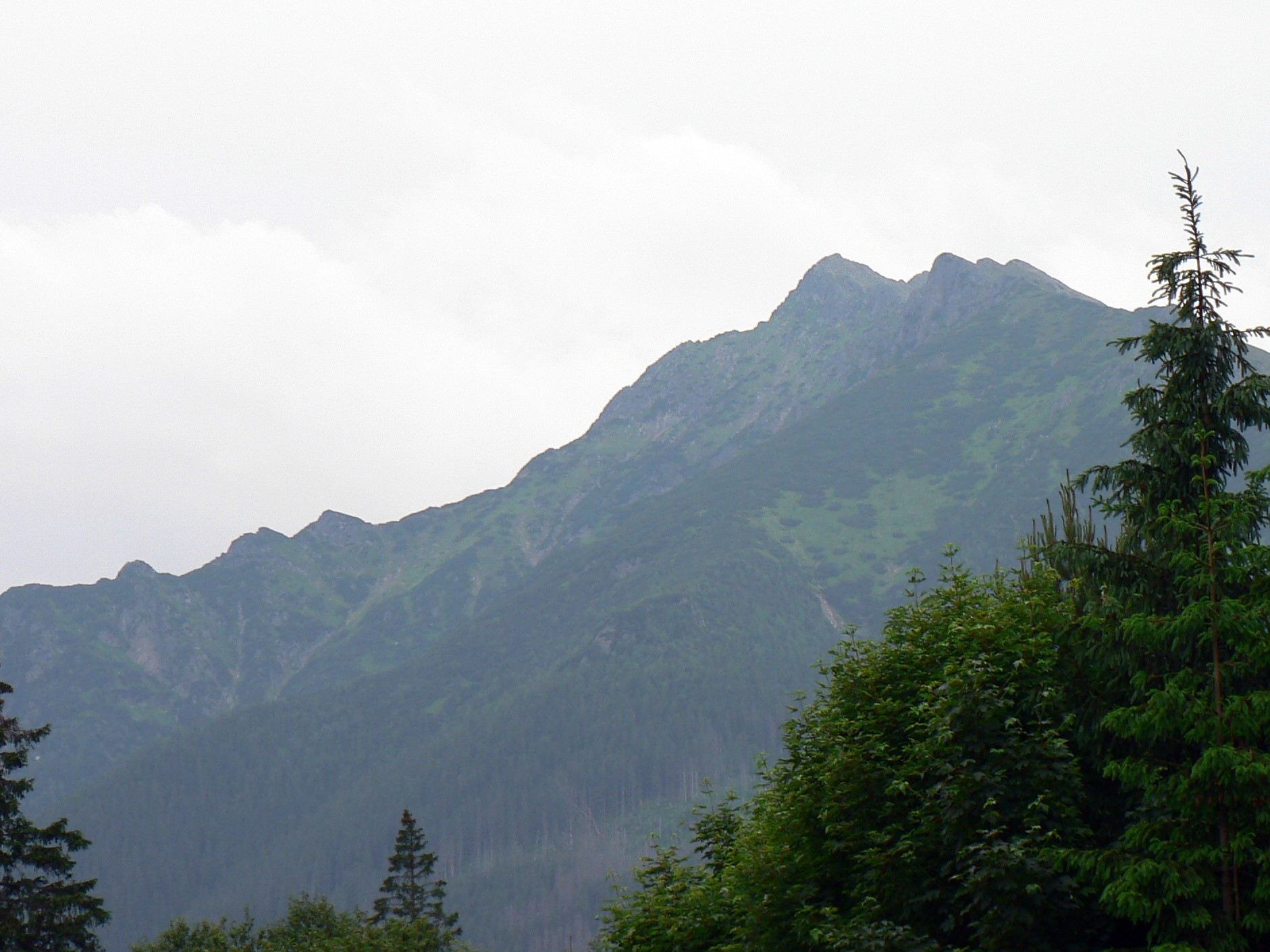
Turnia nad Dziadem widziana z Łysej Polany